# Санта-Мария-дель-Молизе
Санта-Мария-дель-Молизе (итал. Santa Maria del Molise) — коммуна в Италии, располагается в регионе Молизе, в провинции Изерния.
Население составляет 653 человека (2008 г.), плотность населения составляет 38 чел./км². Занимает площадь 17 км². Почтовый индекс — 86090. Телефонный код — 086.
Покровителями коммуны почитаются Пресвятая Богородица, святые апостолы Филипп и Иаков, святой Иоанн Предтеча и Sant'Antonio di Padova(protettore), празднование 1 мая.

## Демография
Динамика населения:

## Администрация коммуны
- Официальный сайт: